# Tempio buddista

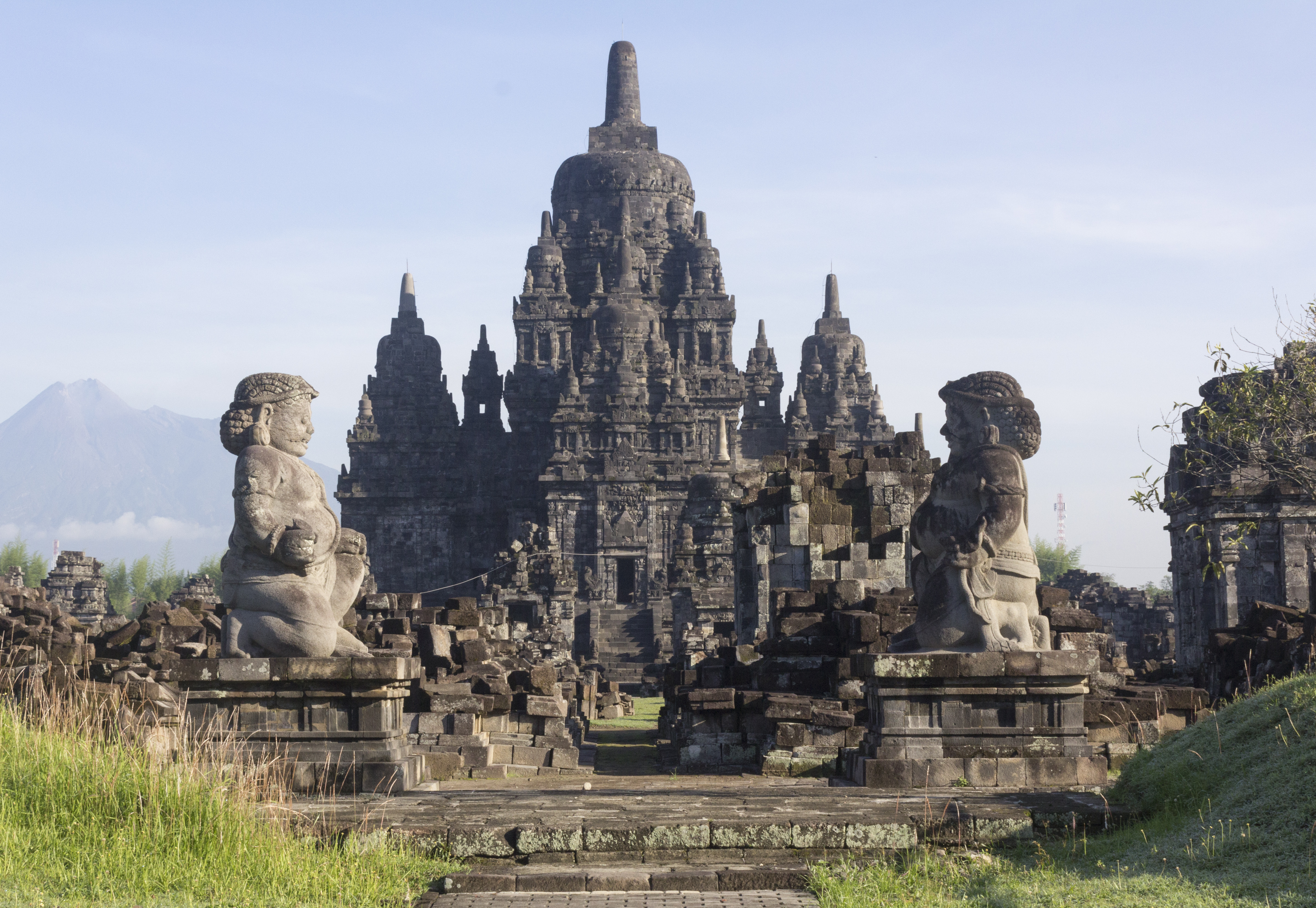
Tempio buddista in Indonesia

Il tempio buddista è un luogo sacro solitamente composto da uno o più edifici, ed è formato dai seguenti elementi:
- la sala principale di culto, che nelle antiche lingue pali e sanscrito viene chiamata vihara (विहार), ma che nei vari paesi in cui si è diffuso il buddismo ha assunto anche altri nomi
- l'albero della Bodhi, un ficus religiosa, che secondo la tradizione buddista è la pianta sotto la quale Buddha praticò la forma di meditazione chiamata "anapana sathi bhavana" e raggiunse il nirvana.
- l'altare con la statua di Buddha, che spesso è situato all'interno del vihara, su cui vengono posti fiori, incensi e altri doni.
- l'edificio adibito a reliquiario chiamato in sanscrito stūpa (स्तूप) e in pali "thūpa थुप", che contiene resti od oggetti legati a Buddha. È presente nei templi maggiori e anch'esso cambia il nome a seconda del paese in cui si trova.
- gli alloggi e i refettori dei monaci.

## Storia

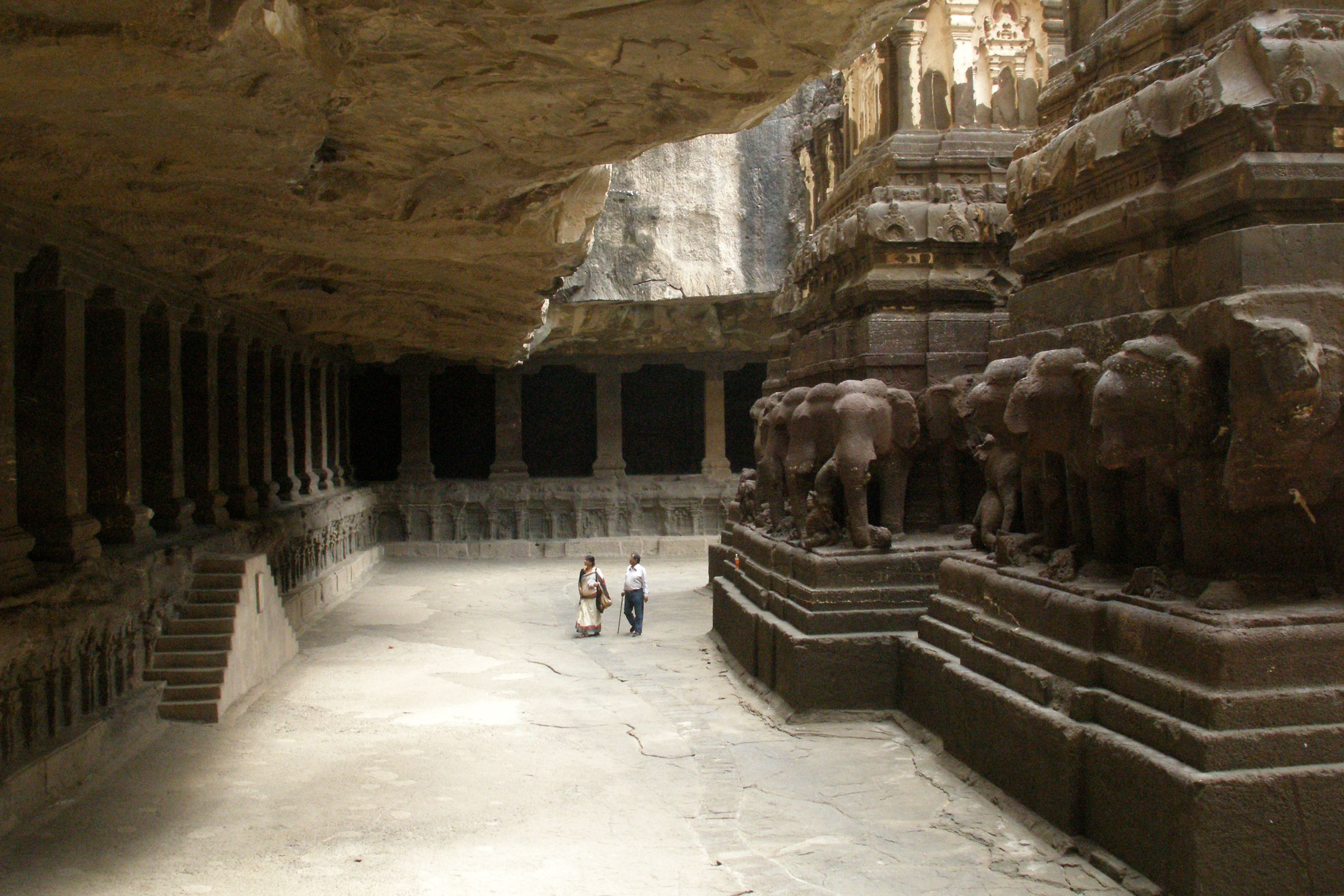
Il tempio Kailasanatha, scolpito nella roccia a Ellora in India

### Le grotte
I primi monaci buddisti erano degli asceti che si spostavano frequentemente nell'India centro-settentrionale per diffondere gli insegnamenti di Buddha e trovavano ricovero nelle grotte.
In seguito si fece strada l'esigenza di avere una sede fissa dove incontrarsi, pregare, conservare le reliquie di Buddha e ripararsi dalle intemperie e con l'andare del tempo le grotte vennero arredate, scolpite e ingrandite fino a diventare dei veri e propri templi. Le sale principali di tali templi vennero chiamate chaitya.
La prima arte costruttiva relativa ai templi fu dunque la scultura più che l'architettura, e si perfezionò al punto tale che in queste caverne vennero scavate e scolpite diverse sale, tra cui il chaitya e la sala della preghiera, con decorazioni la cui bellezza può essere paragonata a quella ottenuta intagliando il legno.
Tra le più antiche testimonianze della magnificenza raggiunta da tali sculture vi sono quelle del II secolo a.C. nelle grotte di Karli e di Kanheri nello stato indiano del Maharashtra, i cui reperti fanno supporre che stanziamenti buddisti in queste zone risalgano al IV secolo a.C. Quest'arte si sviluppò nei secoli successivi fino a raggiungere il massimo splendore nelle grotte di Ellora, sempre nel Maharashtra, e di Mahabalipuram nel Tamil Nadu.

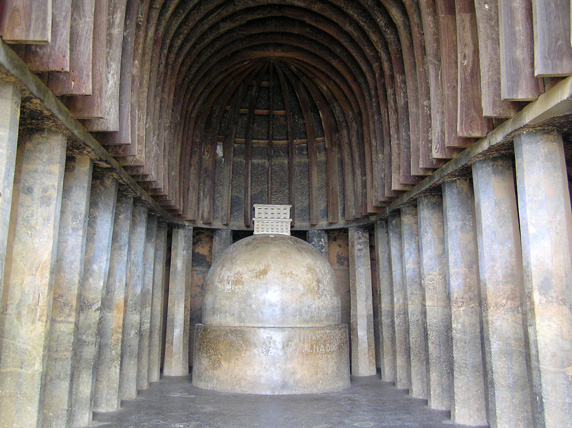
Il chaitiya scavato all'interno delle grotte di Bhaja in Maharashtra

### I Chaitya
Originariamente la parte principale del tempio era il chaitya, che poteva essere una sala, come spesso accadeva nei templi scolpiti nelle grotte, o un edificio, come nei templi costruiti all'aperto. Viene anche chiamato tempio absidale, per la presenza di un'abside, al centro della quale è posizionato il reliquiario detto stupa.
Le loro forme e dimensioni cambiano a seconda che siano state scolpite nella roccia oppure edifici, e della zona in cui furono costruiti, con sensibili differenze tra quelli nel sud e nel nord del Deccan. Generalmente hanno una pianta rettangolare con l'abside semicircolare su uno dei lati corti mentre sul lato opposto si trova l'ingresso che demarca il confine tra la zona sacra e quella profana. Sia la navata centrale che la zona dell'abside sono contornate da un colonnato che crea un corridoio laterale usato dai pellegrini per circolare attorno al reliquiario in segno di venerazione.
La sua caratteristica è quella di contenere al suo interno il reliquiario, che rappresenta l'oggetto di culto principale del chaitya. Nei secoli successivi si preferì costruire un apposito edificio per conservare le reliquie di Buddha ed il chaitya fu sostituito dal vihara.
Con il declino del buddismo in India, molti chaitya sono stati convertiti in templi induisti in cui lo stupa è stato sostituito da un altare dedicato a una divinità di quella religione.
Sono tuttora esistenti sia i chaitya buddisti, tra i quali vanno citati quello di Taxila in Pakistan e quelli di Sanchi e Vidisha in Madhya Pradesh, che quelli convertiti all'induismo come a Aihole in Karnataka. I più suggestivi sono quelli scolpiti nelle rocce come nelle grotte di Bhaja e di Karli nel Maharashtra.

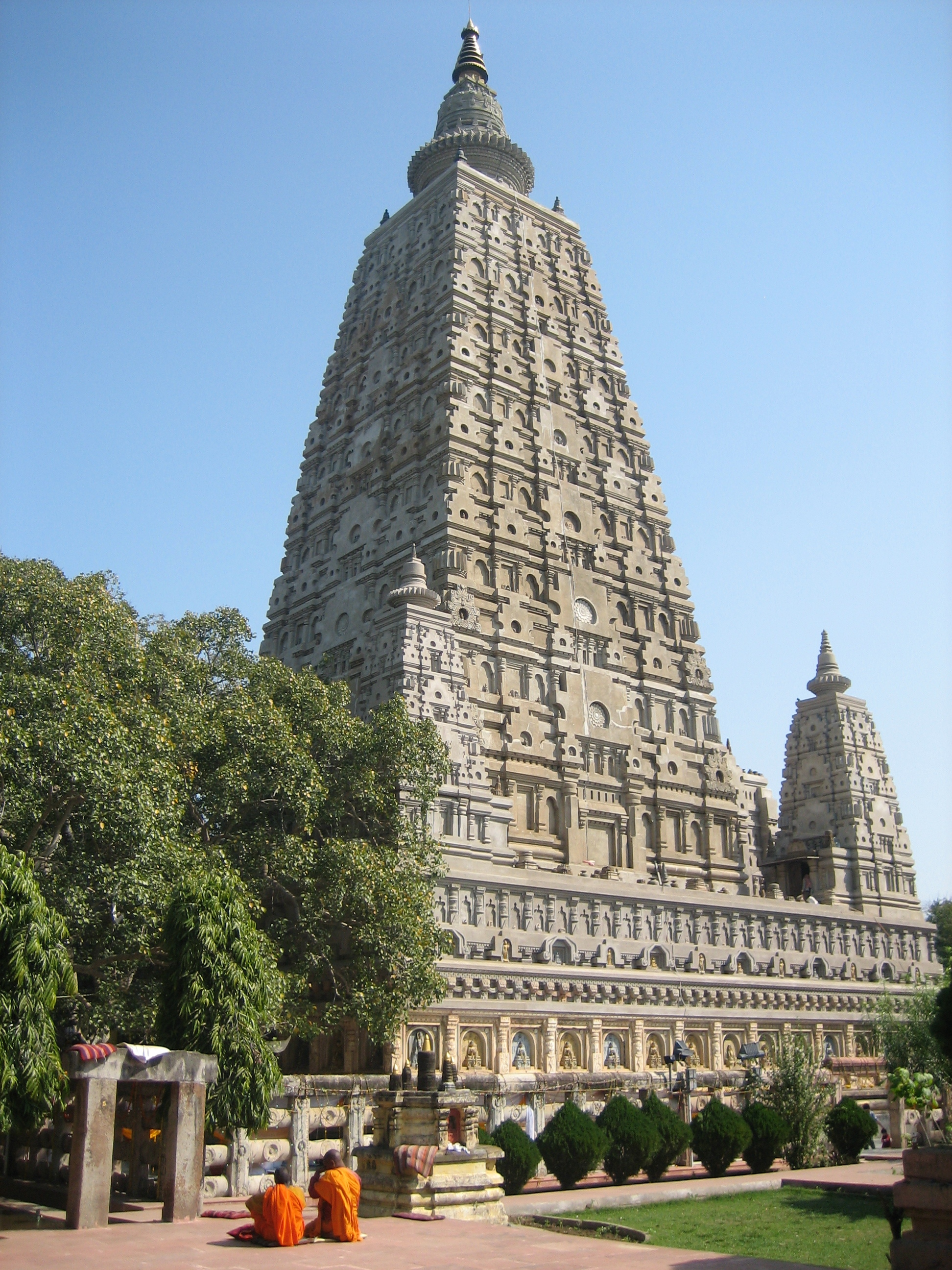
L'aspetto attuale del vihara del tempio di Mahabodhi, ricostruito nel VII secolo nello stesso luogo dove era situato quello originale fatto erigere dall'imperatore Ashoka a fianco dell'originale albero della Bodhi a Bodh Gaya nel Bihar: è la principale meta dei pellegrini buddisti di tutto il mondo

### I Vihara
Vihara è una parola presa dall'antica lingua sanscrita (विहार) che significa dimora ed indica il luogo dove risiede il Buddha ed i suoi monaci.
È la sala o l'edificio principale del tempio buddista, ed ha sostituito il chaitya in tale funzione. Si differenzia da esso per l'assenza dello stupa, che viene eretto all'esterno, e l'oggetto di culto principale al suo interno è una statua di Buddha solitamente di grandi dimensioni.
È il luogo di preghiera più sacro tra quelli che compongono il tempio, ed al suo interno si tengono le cerimonie più importanti, come quella dell'ordinazione dei monaci detta in pali e sanscrito Upasampadā. Data l'importanza che riveste le finiture architettoniche sono le più elaborate del tempio e gli oggetti che contiene sono i più preziosi.

### Gli stupa
La tradizione buddista narra come Gautama Buddha prima di morire avesse chiesto ai discepoli di sotterrare i suoi resti in otto diversi siti, per ricordare gli otto principali eventi della sua vita, e di erigere un grande tumulo al di sopra di essi che rappresentasse la natura della bodhi, al fine di risvegliare la potenzialità, presente in ogni essere umano, di raggiungere l'Illuminazione buddista.
In seguito questi tumuli furono abbelliti con la costruzione dei cosiddetti stupa, parola sanscrita che significa ciuffo di capelli, che rappresentano un'evoluzione del tumulo e che ricordano la parte superiore della testa del Buddha, spesso raffigurata con un ciuffo di capelli simbolizzante il raggiungimento dell'illuminazione.
Nei primi tempi gli stupa erano di proporzioni contenute ed erano posizionati all'interno del chaitya, ma divennero poi edifici veri e propri raggiungendo anche colossali dimensioni.

### L'affermazione del buddismo e lo splendore dei primi templi
Dopo la conversione del sovrano Ashoka nel III secolo a.C., il buddismo divenne la religione di Stato dell'impero Maurya (325-185 a.C.), che dominava l'immensa area compresa tra la Persia ad ovest e l'odierno Assam ad est, tra l'Afghanistan a nord fino a Mysore a sud. Fu questo il periodo di maggior splendore sia di quell'impero che del buddismo nel subcontinente indiano. La capitale era l'odierna Patna, che si trova nello stato del Bihar nelle vicinanze di Bodh Gaya, dove Gautama Buddha raggiunse il nirvana.
Ashoka fece erigere maestosi templi secondo l'evoluta architettura di quel tempo in tutte le province dell'impero, e promosse l'adozione del buddismo anche negli stati vicini, come nel caso dello Sri Lanka, che sarebbe diventata la patria del buddismo Theravada dopo il declino di questa religione in India.
Si narra che Ashoka abbia fatto costruire 84.000 stupa, e secondo alcune fonti l'etimologia della parola Bihar deriva dal sanscrito vihara (विहार) ed indica il grande numero di templi che in esso si trovavano.

## La diffusione dei templi buddisti nel mondo
A seconda dell'area geografica in cui si è diffuso, il buddismo ha dato luogo a edifici per il culto tra loro diversi.

### In India
In India la storia del buddismo e dei suoi templi coincide con quella delle origini del buddismo stesso, che a partire dal III secolo d.C. vide alternare le sue fortune con quelle della religione induista. Malgrado che quest'ultima avesse annoverato Buddha tra le reincarnazioni del suo Dio Visnù, i buddisti continuarono a professare il loro credo e ad accudire ai loro templi. Dopo il V secolo d.C., con l'affermarsi a livello politico e amministrativo della casta brahminica, il buddismo cominciò un lento ma irreversibile declino che rinforzò l'induismo.

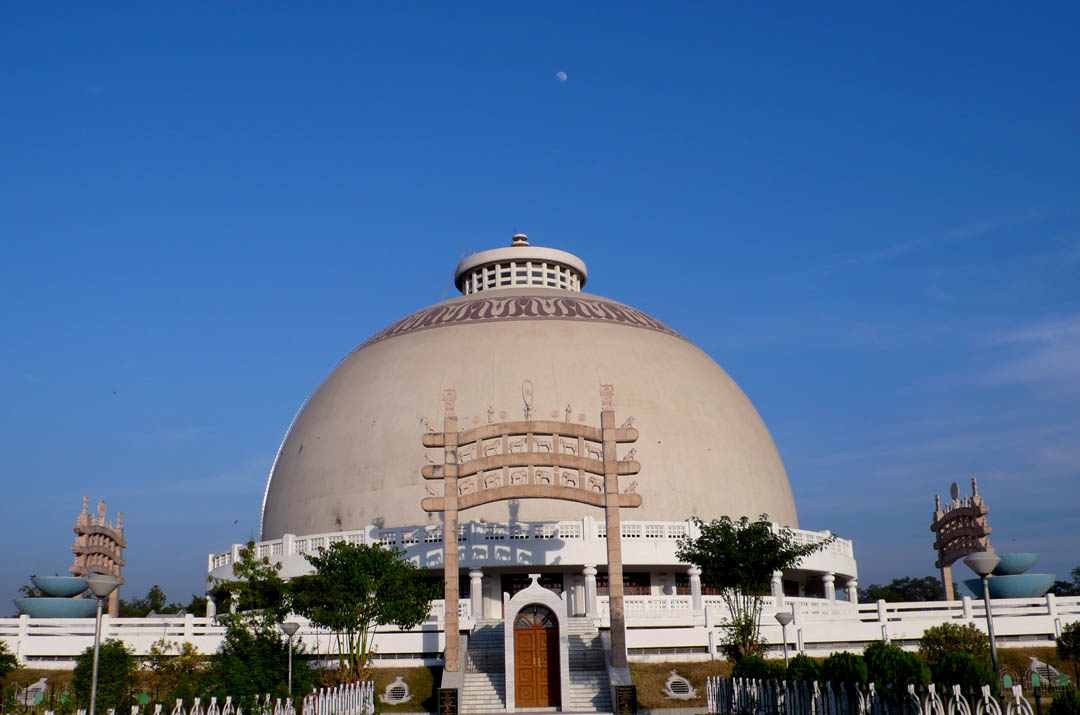
Il sacro stupa Deekshabhoomi a Nagpur in Maharashtra, costruito nel 1978 nel luogo dove Ambedkar si convertì al buddismo

Fu così che quando alla fine del XII secolo il paese fu conquistato dai musulmani l'induismo seppe restare in vita, mentre il buddismo fu spazzato via dagli invasori, che distrussero gran parte dei suoi templi e decimarono i suoi monaci.
Dopo tale scempio il buddismo in India cessò per lungo tempo di esistere come entità organizzata, se si fa eccezione per le comunità stanziate nelle alte zone dell'Himalaya che riuscirono a mantenere in vita il loro credo e a tramandarlo fino ai giorni nostri.
Verso la fine del XIX secolo alcuni influenti leader buddisti, tra cui il singalese Anagarika Dharmapala e il bengalese Kripasaran Mahasthavir, risvegliarono l'interesse degli indiani per il buddismo, creando nuove associazioni e facendo costruire nuovi templi
Negli anni cinquanta il grande politico indiano B. R. Ambedkar fondò il movimento chiamato Bharatiya Bauddha Mahasabha, la Buddhist Society of India, conosciuto anche come neo-buddismo. Contrario alla suddivisione della società indiana in caste, promosse l'emancipazione dei paria, gli appartenenti alla classe più bassa, e fece innumerevoli proseliti, tanto che nel 1956, nel solo giorno della sua conversione al buddismo, circa 380.000 paria si convertirono insieme con lui. Vengono tuttora organizzate cerimonie per la conversione in massa dei seguaci di Ambedkar, anche se il movimento ha perso buona parte della sua forza e si è scisso in diverse correnti dopo la morte del leader. Questa e altre associazioni attive fanno del buddismo la sesta religione nel paese per numero di praticanti, la maggior parte dei quali nel Maharashtra.

### In Tibet, Bhutan, nelle zone himalayane di India e Nepal

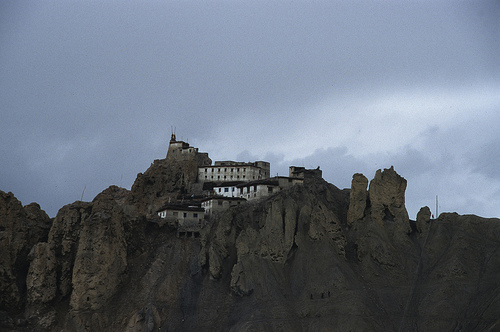
Il Dhankar Gompa arroccato nelle montagne dell'Himachal Pradesh in India a 3.894 metri di altitudine

In Tibet, Bhutan, nelle zone himalayane dell'India e del Nepal il tempio buddista viene chiamato gompa. Verso la fine dell'VIII secolo il buddismo divenne in Tibet religione di Stato e, grazie soprattutto al monaco Guru Rinpoche, prese una connotazione diversa da quelle che si erano formate in India e in Cina, tanto che assunse il nome di buddismo tibetano.
L'area di influenza dell'allora potente stato si estendeva anche nelle zone montane dei versanti meridionali e orientali dell'Himalaya, dove si trovano ora i territori del Ladakh, Himachal Pradesh, Uttarakhand, Nepal, Sikkim, Bhutan e Arunachal Pradesh.
I primi monasteri furono costruiti secondo lo stile affermatosi in India, ma in seguito presero una conformazione propria.
Le composizioni interne variano da regione a regione, seguendo comunque un unico schema che comprende i seguenti elementi:
- una o due cerchia di mura perimetrali con un cancello di entrata
- un cortile interno dove sono situati dei portaincensi e una serie di ruote di preghiera; sia sulle mura sia sul cortile sia nei pressi del monastero vengono stese le caratteristiche bandiere di preghiera tibetane
- il tempio principale in cui si trovano:
  - la porta di ingresso, che si trova tra i quattro re guardiani del mondo chiamati Lokapalas, dipinti (due per ogni lato) sui muri esterni
  - un vestibolo
  - la sala delle assemblee, dove i monaci recitano o cantano i loro mantra, affrescata su tutti i muri con l'eccezione di quello in cui sono riposti i testi sacri
  - una o più cappelle adiacenti alla sala delle assemblee recanti grandi statue dorate raffiguranti Buddha
  - il piano superiore a cui si accede da scale ripide, in cui sono situati gli alloggi per i monaci e altre cappelle per la meditazione tantrica
  - sul tetto del tempio è issata la bandiera della vittoria e la ruota della vita, ai cui lati sono poste le statue di due antilopi, simbolizzante Buddha, che fece il primo discorso dopo il raggiungimento dell'Illuminazione alla sola presenza dei due animali
- uno o più reliquiari, chiamati chörten, in cui si conservano le ceneri di santi o lama famosi.

I chörten, la versione tibetana dello stupa, non sono presenti in tutti i gompa, e a volte vengono eretti anche in aree lontane da essi.
In Nepal la religione dominante è l'induismo e i gompa si trovano soprattutto nelle zone di montagna, mentre nelle zone collinari o di pianura i templi buddisti sono come quelli presenti nella valle del Gange.

### In Cina

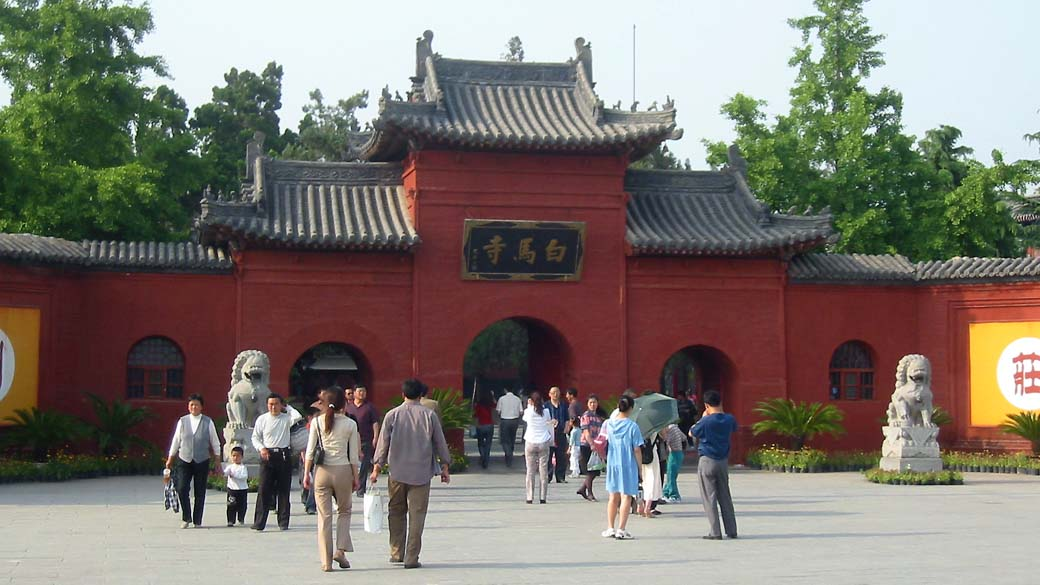
L'attuale cancello di ingresso al Tempio del Cavallo Bianco, il monastero buddista più antico della Cina costruito nel 68 d.C. a Luoyang nella provincia dell'Henan

In Cina il buddismo si diffuse a partire dal I secolo d.C. e i primi templi, che vengono chiamati sì (寺), furono costruiti secondo lo stile e l'architettura indiana. Lo schema di base, che vede il vihara affiancato dal reliquiario chiamato pagoda e dagli alloggi dei monaci, ha subito diverse modifiche nel corso dei secoli.
Con l'affermarsi del buddismo come religione di Stato fu frequente la trasformazione in templi degli edifici degli imperatori e dei notabili cinesi, che li donavano alle congregazioni monastiche sia per questioni religiose sia per questioni di prestigio, e fu questa una tradizione che si tramandò nei secoli. Fu così che lo stile architettonico, anche quello dei templi costruiti ex novo, assunse i classici contorni cinesi, le dimensioni aumentarono sensibilmente e la composizione interna subì dei cambiamenti, fra questi la suddivisione del comprensorio del tempio in diversi cortili interni.
In questo ambito due codificazioni assunsero fondamentale importanza: la prima fu il Disegno Standard per la Costruzione del Tempio Buddista, stilata durante i primi anni della Dinastia Tang (618 - 907), che elevava il vihara, spesso donato dall'imperatore, a edificio principale, ruolo che fino ad allora in Cina era stato appannaggio della pagoda in virtù delle sacre reliquie che conteneva.

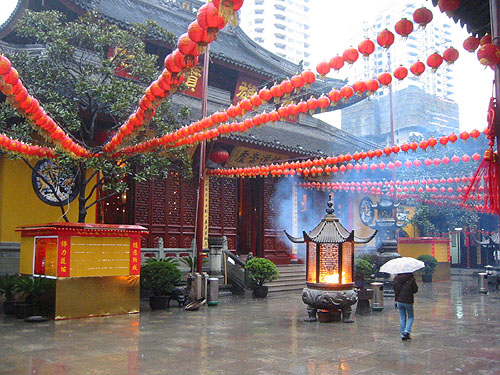
Il Tempio del Buddha di Giada a Shanghai, che, fedele alle direttive della "Struttura delle Sette Parti", è privo di una pagoda

La seconda fu quella compilata durante la Dinastia Song (960 - 1279), dopo l'affermazione del Buddismo Chán, il quale fu alla base della dottrina Zen. Secondo tale codifica, chiamata la "Struttura delle Sette Parti", i templi buddisti dovevano essere composti da sette elementi: il vihara, un edificio dedicato al Dharma, una sala che rappresenti il paradiso terrestre, chiamato "la Pura Terra Occidentale", gli alloggi dei monaci, un magazzino, i servizi igienici e un imponente cancello d'entrata che funga da linea di demarcazione tra il sacro e il profano. Da notare l'esclusione della pagoda, che sancisce il trionfo del sistema cinese basato sui palazzi su quello importato nel I secolo dall'architettura sacra indiana, incentrato sulla pagoda.
Dopo la presa del potere da parte dei comunisti nel 1949, le religioni nel paese furono considerate nemiche e osteggiate dal nuovo sistema politico. Le lotte interne che si verificarono negli anni successivi portarono il leader Mao Tse-tung a proclamare nel 1966 la rivoluzione culturale, con la quale furono distrutti o convertiti ad altre attività buona parte dei templi buddisti.
Con la relativa normalizzazione dei rapporti avvenuta negli ultimi anni, il buddismo è nuovamente accettato e ne fa testimonianza la ricostruzione della pagoda Tianning a Changzhou, nella provincia orientale di Jiangsu, la cui inaugurazione è avvenuta nel 2007 alla presenza di oltre 100 capi di associazioni buddiste di tutto il mondo. La pagoda di 15 piani eseguita in legno misura 154 metri ed è diventata la più alta esistente. Tale ricostruzione conferma l'importanza che le pagode hanno riacquistato all'interno dei templi.

### In Giappone

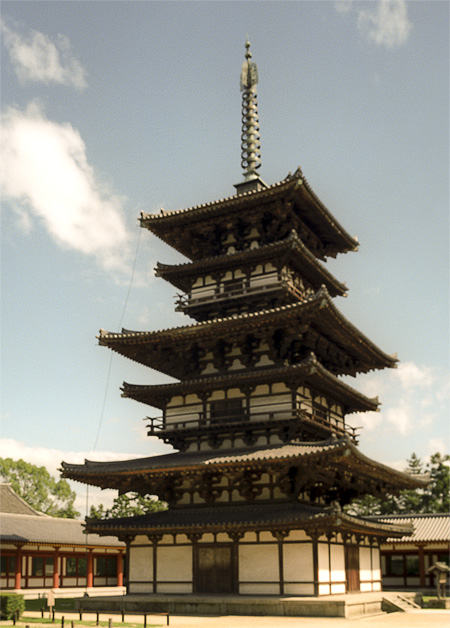
La pagoda del tempio Yakushiji a Nara in Giappone

Uno schema analogo a quello cinese si trova in Giappone, dove i nomi che prendono i templi (寺?, Tera, o anche Ji) sono rappresentati con lo stesso ideogramma usato in Cina, alla quale si deve l'introduzione nel Paese del Buddismo. Furono inizialmente costruiti secondo gli stessi schemi architettonici cinesi, successive costruzioni videro l'adozione di stili propri nipponici.
I principali elementi che compongono il tempio giapponese sono i seguenti:
- l'edificio principale di culto, che corrisponde al Vihara, e viene chiamato Kondō, Hondō, Butsuden o Butsudō.
- un edificio per la lettura chiamato Kodō
- il reliquiario, che ha la forma simile a quello cinese e anche qui viene chiamato pagoda (塔?, Tō)
- il cancello d'ingresso (門?, Mon) o sammon.
- l'aula delle prediche (hattō)
- la sala per le meditazioni (zendō)
- un padiglione aperto che ospita la campana chiamato Shōrō

Si possono inoltre trovare edifici dedicati all'Amitabha Buddha, al fondatore del tempio, all'imperatore, a Kōbō Daishi, il più venerato tra i monaci buddisti, e altri ancora.
L'accesso del pubblico agli edifici sacri è consentito solo nei rari giorni dedicati a speciali festività. È però possibile pernottare all'interno di molti templi dotati di apposite strutture chiamate Shukubo.
Una suggestiva caratteristica è quella chiamata scenario prestato (借景?, shakkei), secondo la quale i giardini di molti templi vengono progettati in armonia con il panorama che li circonda.
Il Sincretismo (神仏習合?, shinbutsu shūgō) operato con il preesistente Shintoismo, ha comportato l'acquisizione di elementi propri di tale religione all'interno dei templi buddisti. Si arrivò anche alla costruzione di templi con annessi santuari shinto (神宮寺?, jingūji), che vennero parzialmente smantellati dopo che una legge del 1868 proibì l'accostamento tra le due religioni. Tuttora i templi buddisti giapponesi conservano comunque alcune delle caratteristiche di quelli shinto e viceversa.

### In Thailandia, Laos e Cambogia

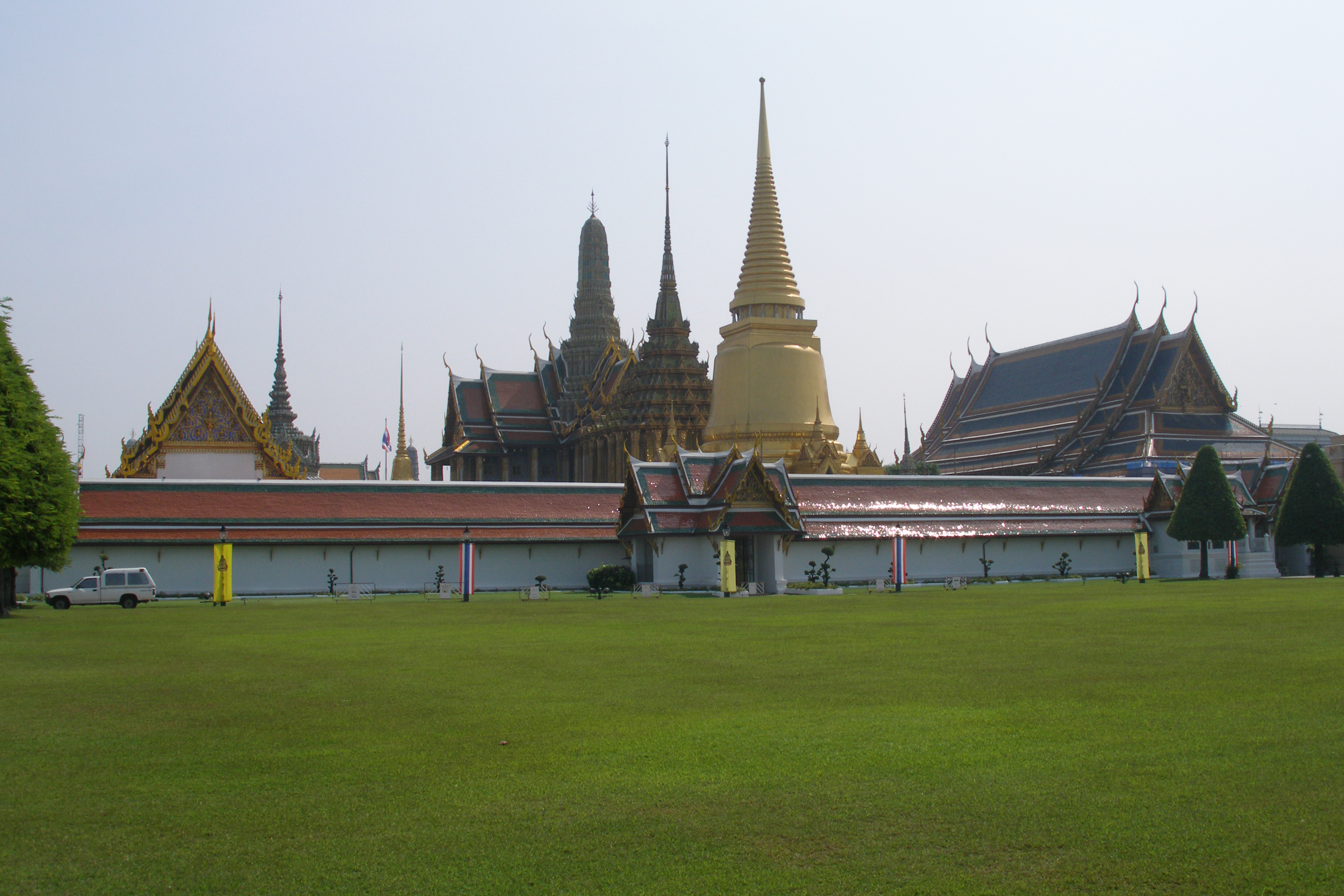
Il maestoso Wat Phra Kaew a Bangkok in Thailandia

In Thailandia, Laos e Cambogia, dove viene chiamato wat, il tempio è composto da due sezioni, la prima è quella sacra e comprende i seguenti edifici:
- quello principale, il Phra Ubosot, che è la sala dell'ordinazione e dei riti più importanti e ospita le statue e le immagini più sacre
- il vihan, traduzione thai del Pali vihara, che in questi paesi assume il ruolo di santuario secondario
- il reliquiario, che corrisponde allo stupa e qui prende il nome chedi
- alcune sala, padiglioni aperti dove riposarsi e meditare
- un campanile.

Nei templi maggiori si trova anche il "Mondop", un edificio adibito a luogo di conservazione di testi sacri in cui si svolgono anche determinati riti.
La seconda sezione è riservata agli alloggi dei monaci e, spesso, anche a un edificio adibito a scuola.